# کالج ویتیر
کالج ویتیر (آکادمی ویتیر (۱۸۸۷–۱۹۰۱)) یک کالج خصوصی هنرهای لیبرال در ویتیر، کالیفرنیا است. این یک مؤسسه خدمات اسپانیایی (HSI) است که در سال ۱۸۸۷ تأسیس شد و از پاییز ۲۰۲۲، تقریباً ۱۳۰۰ دانشجو (کارشناسی و کارشناسی ارشد) داشت. در ۱۹ آوریل ۲۰۱۷، دانشکده حقوق اعلام کرد که پذیرش دانشجو را متوقف می‌کند و روند تعطیلی را آغاز می‌کند. این مؤسسه در ژوئیه ۲۰۲۰ فعالیت خود را متوقف کرد.